# Fájdalom és dicsőség
A Fájdalom és dicsőség (eredeti cím: Dolor y gloria) egy 2019-ben bemutatott filmdráma, amelyet Pedro Almodóvar írt és rendezett. Főbb szerepeit Asier Etxeandia, Antonio Banderas, Penélope Cruz, Julieta Serrano és Leonardo Sbaraglia játssza.
A 2019. március 22-én bemutatott film pozitív fogadtatásra talált Spanyolországban.
Nemzetközi bemutatására a 2019-es cannes-i fesztiválon került sor, ahol az Arany Pálmáért versengett 2019 további nagyjátékfilmjei között. Banderas meg is nyerte a legjobb színész kategóriában, illetve Alberto Iglesias a legjobb filmzenéért. A 92. Oscar-gálán jelölték a legjobb nemzetközi játékfilm kategóriában, ahol Antonio Banderas szintén jelölést kapott a legjobb férfi főszereplő díjáért. A Time magazin az év filmjének választotta.

## Szereplők
- Antonio Banderas – Salvador Mallo
- Leonardo Sbaraglia – Federico Delgado
- Asier Etxeandia – Alberto Crespo
- Cecilia Roth – Zulema
- Pedro Casablanc – Dr. Galindo
- Nora Navas – Mercedes
- Penélope Cruz – Jacinta (fiatal)
- Julieta Serrano – Jacinta (idősebb)
- Susi Sánchez – Beata
- Paqui Horcajo – Mercedes, mosónő
- Rosalía – Rosita, mosónő
- Marisol Muriel – Mari, mosónő
- César Vicente – Eduardo
- Asier Flores – Salvador Mallo (gyermekként)
- Agustín Almodóvar – pap
- Luis Calero – José Maria atya
- Sara Sierra – Conchita, bejárónő

## Forgatás
Az Almodóvar-testvérek filmstúdiója, az El Deseo 2018 áprilisában jelentette be a film terveit, megerősítve Antonio Banderas, Asier Etxeandia, Penélope Cruz és Julieta Serrano részvételét. Egy 2019. január 31-én bemutatott reklámból kiderült, hogy az énekesnő Rosalía szintén feltűnik a filmben. 2018 májusában a rendezőnek közös képe jelent meg José Luis Alcaine operatőrrel a Twitteren, amint helyszíneket keresnek Valenciában. Júniusban a Fotogramas írta, hogy a dráma jelentős része ott fog játszódni, főként Paterna területén. Ugyanebben a hónapban Agustín Almodóvar posztolt fotókat Twitter oldalán, amelyeken Pedro, Banderas, Sbaraglia és Penélope Cruz szerepelt próbafelvételek közben, valamint azt, hogy a forgatás 2018. július 16-án kezdődik. Szeptember 15-én be is fejezték 44 nap forgatás után.

## Fogadtatás

### Kritikák
A Rotten Tomatoes 289 vélemény alapján 97%-os értékelést kapott a filmdráma. A Metacritic-en 100-ból 88 pontot kapott 42 kritika alapján.
A spanyol visszajelzések általánosságban pozitívak voltak, 1448 véleményt számba véve 10-ből 7,7-es értékelést kapott a FilmAffinity weboldalán, és 5-ből 4,3-at a Sensacine-en. A Fotogramas 5 csillagosra értékelte a drámát a rendező művészi munkáját dicsérve. Az El Periódico szintén öt csillagot adott, míg az ABC 5-ből 4-et, az El Confidencial pedig 3-at.

### Bevételek
A pénteki bemutató napján több mint 45 ezren voltak kíváncsiak Spanyolországban Almodóvar új filmjére, ezzel az országban a legkeresettebb film volt azon a napon. Becslések szerint 300 000 dollárt hozott az első napon, ami 1,2 millió dollárig emelkedett az első hétvégén. A Box Office Mojo adatai alapján 37,4 millió dolláros bevételnél tart a film, amelyből 6,7 millió dollár a hazai bevétel. Ezzel az év legsikeresebb hazai filmje lett a jegyeladások alapján.

### Díjak, jelölések
| Év   | Díj                                              | Kategória                                  | Díjazott(ak)                                   | Eredmény | Ref.   |
| ---- | ------------------------------------------------ | ------------------------------------------ | ---------------------------------------------- | -------- | ------ |
| 2019 | 2019-es cannes-i fesztivál                       | Arany Pálma                                | Pedro Almodóvar                                | Jelölve  | [ 38 ] |
| 2019 | 2019-es cannes-i fesztivál                       | Legjobb színész                            | Antonio Banderas                               | Elnyerte | [ 39 ] |
| 2019 | 2019-es cannes-i fesztivál                       | Cannes-i Filmzene díj                      | Alberto Iglesias                               | Elnyerte | [ 40 ] |
| 2019 | 2019-es cannes-i fesztivál                       | Queer Pálma                                | Pedro Almodóvar                                | Jelölve  |        |
| 2019 | Imagen Awards                                    | Legjobb film                               | Pedro Almodóvar                                | Jelölve  |        |
| 2019 | International Cinephile Society Awards           | Prix du Jury                               | Pedro Almodóvar                                | Elnyerte |        |
| 2019 | International Cinephile Society Awards           | Legjobb színész                            | Antonio Banderas                               | Elnyerte |        |
| 2019 | Sydney Film Festival                             | Legjobb film                               | Pedro Almodóvar                                | Jelölve  |        |
| 2019 | 23. Hollywood Film Awards                        | Legjobb színész                            | Antonio Banderas                               | Elnyerte | [ 41 ] |
| 2019 | 84. New York-i Filmkritikusok Egyesületének díja | Legjobb színész                            | Antonio Banderas                               | Elnyerte | [ 42 ] |
| 2019 | 2019 Los Angeles Film Critics Association Awards | Legjobb idegennyelvű film                  | Fájdalom és dicsőség                           | Elnyerte | [ 43 ] |
| 2019 | 2019 Los Angeles Film Critics Association Awards | Legjobb színész                            | Antonio Banderas                               | Elnyerte | [ 43 ] |
| 2019 | Európai Filmdíjak 2019                           | Legjobb film                               | Fájdalom és dicsőség                           | Jelölve  | [ 44 ] |
| 2019 | Európai Filmdíjak 2019                           | Közönségdíj                                | Fájdalom és dicsőség                           | Jelölve  | [ 44 ] |
| 2019 | Európai Filmdíjak 2019                           | Legjobb rendező                            | Pedro Almodóvar                                | Jelölve  | [ 44 ] |
| 2019 | Európai Filmdíjak 2019                           | Legjobb színész                            | Antonio Banderas                               | Elnyerte | [ 44 ] |
| 2019 | Európai Filmdíjak 2019                           | Legjobb forgatókönyv                       | Pedro Almodóvar                                | Jelölve  | [ 44 ] |
| 2019 | Európai Filmdíjak 2019                           | Legjobb látványtervező                     | Antxon Gómez                                   | Elnyerte | [ 45 ] |
| 2020 | 9th AACTA International Awards                   | Legjobb nemzetközi színész                 | Antonio Banderas                               | Jelölve  | [ 46 ] |
| 2020 | 77. Golden Globe-gála                            | Legjobb idegen nyelvű film                 | Fájdalom és dicsőség                           | Jelölve  | [ 47 ] |
| 2020 | 77. Golden Globe-gála                            | Legjobb férfi főszereplő – dráma kategória | Antonio Banderas                               | Jelölve  | [ 47 ] |
| 2020 | 25th Critics' Choice Awards                      | Legjobb idegen nyelvű film                 | Fájdalom és dicsőség                           | Jelölve  | [ 48 ] |
| 2020 | 25th Critics' Choice Awards                      | Legjobb férfi főszereplő                   | Antonio Banderas                               | Jelölve  | [ 48 ] |
| 2020 | 34. Goya-díj                                     | Legjobb film                               | Fájdalom és dicsőség                           | Elnyerte | [ 49 ] |
| 2020 | 34. Goya-díj                                     | Legjobb rendező                            | Pedro Almodóvar                                | Elnyerte | [ 49 ] |
| 2020 | 34. Goya-díj                                     | Legjobb férfi főszereplő                   | Antonio Banderas                               | Elnyerte | [ 49 ] |
| 2020 | 34. Goya-díj                                     | Legjobb női főszereplő                     | Penélope Cruz                                  | Jelölve  | [ 49 ] |
| 2020 | 34. Goya-díj                                     | Legjobb férfi mellékszereplő               | Asier Etxeandia                                | Jelölve  | [ 49 ] |
| 2020 | 34. Goya-díj                                     | Legjobb férfi mellékszereplő               | Leonardo Sbaraglia                             | Jelölve  | [ 49 ] |
| 2020 | 34. Goya-díj                                     | Legjobb női mellékszereplő                 | Julieta Serrano                                | Elnyerte | [ 49 ] |
| 2020 | 34. Goya-díj                                     | Legjobb forgatókönyv                       | Pedro Almodóvar                                | Elnyerte | [ 49 ] |
| 2020 | 34. Goya-díj                                     | Legjobb operatőr                           | José Luis Alcaine                              | Jelölve  | [ 49 ] |
| 2020 | 34. Goya-díj                                     | Legjobb vágás                              | Teresa Font                                    | Elnyerte | [ 49 ] |
| 2020 | 34. Goya-díj                                     | Legjobb művészi rendezés                   | Antxon Gómez                                   | Jelölve  | [ 49 ] |
| 2020 | 34. Goya-díj                                     | Best Production Supervision                | Toni Novella                                   | Jelölve  | [ 49 ] |
| 2020 | 34. Goya-díj                                     | Legjobb hang                               | Sergio Bürmann, Pelayo Gutiérrez és Marc Orts  | Jelölve  | [ 49 ] |
| 2020 | 34. Goya-díj                                     | Legjobb jelmez                             | Paola Torres                                   | Jelölve  | [ 49 ] |
| 2020 | 34. Goya-díj                                     | Legjobb smink és haj                       | Ana Lozano, Sergio Pérez Berbel és Montse Ribé | Jelölve  | [ 49 ] |
| 2020 | 34. Goya-díj                                     | Legjobb betétdal                           | Alberto Iglesias                               | Elnyerte | [ 49 ] |
| 2020 | 73. BAFTA-gála                                   | Legjobb nem angol nyelvű film              | Pedro Almodóvar és Agustín Almodóvar           | Jelölve  | [ 50 ] |
| 2020 | 92. Oscar-gála                                   | Legjobb nemzetközi játékfilm               | Spanyolország                                  | Jelölve  |        |
| 2020 | 92. Oscar-gála                                   | Legjobb férfi főszereplő                   | Antonio Banderas                               | Jelölve  |        |
| 2020 | 31st GLAAD Media Awards                          | Kiemelkedő film                            | Fájdalom és dicsőség                           | Jelölve  | [ 51 ] |